# سعیدی (کرمان)
سعیدی (کرمان)، روستایی از توابع بخش مرکزی شهرستان کرمان در استان کرمان ایران است. این روستا در کنار شهر کرمان و در شمال این شهر قرار گرفته است و از روستاهای پرجمعیت استان کرمان به‌شمار می‌آید.

## جمعیت
این روستا در دهستان درختنگان قرار دارد و براساس سرشماری مرکز آمار ایران در سال ۱۳۹۵، جمعیت آن ۸٬۶۲۶ نفر بوده است.